# Jean I. d’Amboise

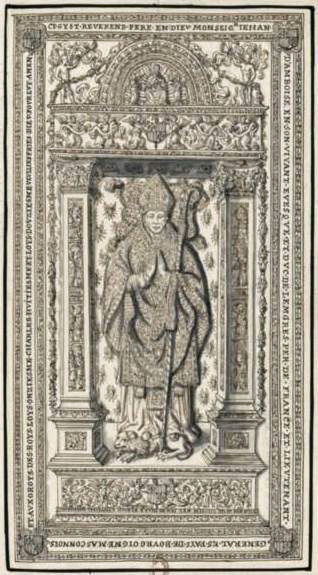
Gisant von Jean d’Amboises in der Franziskanerkirche von Dijon, Collection François Roger de Gaignières

Jean I. d’Amboise (* um 1433; † 28. Mai 1498 in Dijon) war ein französischer Adliger aus dem Haus Amboise, der von 1481 bis 1497 als Bischof von Langres amtierte. 

## Leben
Jean d’Amboise war eines von 17 Kindern von Pierre d’Amboise, Gouverneur von Touraine, und Anne de Beuil, Dame d’Aubijoux, einer Tochter des Grafen von Sancerre. Seine Brüder waren Charles I. d’Amboise, Graf von Brienne, Louis d’Amboise, Bischof von Albi, Jacques d’Amboise, Abt von Cluny und Bischof von Clermont, Aimery d’Amboise, Großmeister des Johanniterordens, sowie Georges d’Amboise, Bischof von Montauban, Erzbischof von Narbonne, Erzbischof von Rouen, Kardinal und Staatsminister des Königs Ludwig XII.
Mit Schreiben des Königs Ludwig XI. (Amboise 31. Oktober 1472) wurde er Lizenziat der Rechtswissenschaft, Maître des requêtes ordinaire de l’hôtel du Roi und Procureur général du Roi in Rom. Im gleichen Jahr übte er übergangsweise den Vorsitz im Conseil delphinal aus. 1475 entsandte der König ihn zu Verhandlungen mit König Ferdinand dem Katholischen von Kastilien und León.
Jean d’Amboise wurde 1474 Abt von Saint-Jean-d’Angély und Prior von Bonnecombe. Am 31. Juli 1475 wurde er zum Bischof von Maillezais ernannt (die Konsekration erfolgte 1478), am 18. Juni 1481 dann zum Bischof von Langres, damit verbunden zum Herzog von Langres und Pair von Frankreich. 1483, nach dem Tod seines Bruders Charles I. d’Amboise (1481), ernannte Ludwig XI. ihn zum Gouverneur des deux Bourgognes, was wenig später von Ludwigs Nachfolger Karl VIII. bestätigt wurde.
1497 trat er zugunsten seines Neffen Jean II. d’Amboise, ältester Sohn seines Bruders Jean d’Amboise, Seigneur de Bussy, als Bischof zurück. Er starb am 28. Mai 1498 in einem Hôtel particulier in Dijon, das er einige Jahre zuvor erworben hatte. Der Leichnam wurde nach Langres überführt und in dortigen Kathedrale in der Nähe des Hauptaltars bestattet.
Aus der Verbindung mit Antoinette Caille hatte Jean d’Amboise einen unehelichen Sohn, Jean de Beaumont Bâtard d’Amboise, der im Juli 1498 legitimiert und Archidiakon in Langres wurde.
Um 1488 begann er in Mussy-sur-Seine den Wiederaufbau der Sommerresidenz der Bischöfe von Langres. Hier befand sich seine umfangreiche Bibliothek, die bei seinem Tod an die Kathedrale von Langres überging. Ebenfalls in Mussy ließ er ab 1481 die Stadtbefestigung erweitern und sie mit einem Stadtgraben und Türmen versehen.
Von ihm ist ein Brevier erhalten, das er in Langres benutzte und sich nun in der Bibliothèque municipale de Chaumont befindet.